# Sonderschutzgebiet
Sonderschutzgebiet ist eine strenge Schutzkategorie im Nationalpark Hohe Tauern in den Bundesländern Salzburg und Kärnten. In Tirol besteht diese Schutzkategorie auch außerhalb des Nationalparkes. In Sonderschutzgebieten ist jeder Eingriff in die Natur verboten.
Es gibt derzeit in Österreich acht solcher Schutzgebiete (siehe untenstehende Liste).

## Das Sonderschutzgebiet in den Nationalparkgesetzen
- Kärnten: Der Begriff ist durch den § 7 Kärntner Nationalpark- und Biosphärenparkgesetz (K-NBG)[1] speziell für „im Nationalpark gelegene kleinräumige Gebiete von besonderem wissenschaftlichem Interesse oder von besonderer ökologischer Bedeutung“ bestimmt. „In Sonderschutzgebieten ist jeder Eingriff in die Natur und in den Naturhaushalt sowie jede Beeinträchtigung des Landschaftsbildes verboten.“ (§ 7 Z.2 K-NBG) Die Bezeichnung „Sonderschutzgebiet“ ist im § 35 K-NBG ausdrücklich geschützt.
- Salzburg: Sonderschutzgebiete sind eine Regelung des Salzburger Nationalparkgesetzes[2], die „in der Außenzone oder in der Kernzone [des Nationalparks, Anm.] gelegene Gebiete zur vollen Erhaltung ihrer landschaftlichen oder ökologischen Bedeutung einschließlich ihrer Tier- und Pflanzenwelt“ (§ 22) erfasst. Diese sind als dynamisches Schutzgebietskonzept mit langfristigen Zielsetzungen geplant und sollen auf weitere Areale ausgedehnt werden.[3]

- Tirol: Der § 22 Tiroler Naturschutzgesetz 2005 (TNSchG 2005)[4] regelt diesen Typus der Unterschutzstellung. Er dient als besonders strenge Schutzkategorie,[5] und ist durch die Verankerung als allgemeine Schutzkategorie des Naturschutzgesetzes von etwas anderer Handhabe als die auf Nationalparks eingeschränkten Kategorien Salzburgs und Kärntens.[6] Die Intention ist aber dieselbe.

In Salzburg ist die Deklarierung zum Sonderschutzgebiet nur „mit ausdrücklicher Zustimmung der in Betracht kommenden Grundeigentümer und in ihren Rechten erheblich beeinträchtigten Nutzungsberechtigten“ (§ 22 S-NPG) vorgesehen, in Kärnten „mit Zustimmung der Grundeigentümer“ (§ 7 Z.1 K-NBG). In Tirol sind Ausnahmen für wissenschaftliche Forschung, bestimmte Maßnahmen der „üblichen“ land- und forstwirtschaftlichen Nutzung, sowie die Jagd und Fischerei vorgesehen, ähnlich den Naturschutzgebieten, aber strenger gehandhabt.

Andererseits kann auch ein Betretungsverbot ausgesprochen werden: Erlaubt ist etwa das „herkömmliche Wandern, Bergsteigen und der Tourenschilauf sowie Maßnahmen, die der Orientierung dienen“ in Gebiet Großglockner–Pasterze (§ 8 Ktn. Nationalparkverordnung), aber „das Verlassen dieser Wege [Gamsgrubenweg und zwei markierte Alpinsteige, Anm.], das Beweiden und das freie Laufenlassen von Hunden“ in der Gamsgrube verboten (§ 9).

## Liste der Sonderschutzgebiete in Österreich
| Ld. Nr. (2) | Bezeichnung                 | Bezirk              | Gemeinden (1)         | ha (Fl.) | Rechts- grundlage     | Lage | Anmerkungen                                                                                              |
| ----------- | --------------------------- | ------------------- | --------------------- | -------- | --------------------- | ---- | --- |
| Ktn 1       | Gamsgrube                   | Spittal an der Drau | Heiligenblut          |          | LGBl. 74/1986 (§ 9)   |      | Teil des Nationalpark Hohe Tauern, mit Zustimmung des Österreichischen Alpenvereines als Grundeigentümer |
| Ktn 2       | Großglockner–Pasterze       | Spittal an der Drau | Heiligenblut          |          | LGBl. 74/1986 (§ 8)   |      | Teil des Nationalpark Hohe Tauern, mit Zustimmung des Österreichischen Alpenvereines als Grundeigentümer |
| SSG 00001   | Piffkar-Fusch               | Zell am See         | Fusch                 | 472,43   | VO vom 1. Januar 1989 |      | Teil des Nationalpark Hohe Tauern; Zonen A,B,C                                                           |
| SSG 00002   | Wandl-Rauris                | Zell am See         | Rauris (Bucheben)     | 13,14    | VO vom 1. März 1992   |      | Teil des Nationalpark Hohe Tauern                                                                        |
| SSG 00003   | Inneres Untersulzbachtal    | Zell am See         | Neukirchen            | 2.655,00 | VO vom 1. Januar 1996 |      | Teil des Nationalpark Hohe Tauern                                                                        |
| Tir 1       | Kranebitter Innau           | Innsbruck-Stadt     | Innsbruck-Kranebitten | 18,32    | 44/2005               |      | |
| Tir 2       | Mieminger – Rietzer Innauen | Imst                | Mieming, Rietz        | 15,86    | 46/1985               |      | |
| Tir 3       | Silzer Innau                | Imst                | Silz                  | 8,3      | 85/1997               |      | |

Quelle: Land Kärnten/Land Salzburg/Land Tirol, tiris www.tirol.gv.at/tiris
(1) In den jeweiligen Gemeinden sind meist nur eine Anzahl von Parzellen betroffen
(2) Laufnummer nur für Salzburg amtlich
(Fl.) Flächenangaben je nach Maßstab der Aufnahme abweichend

## Geplante Sonderschutzgebiete
In Salzburg sind seit den 1990ern folgende Gebiete des Nationalparks unter Sonderschutz geplant:
- im Bereich der Krimmler Wasserfälle (500 ha), Gemeinde Krimml (Naturdenkmal NDM00067, seit 1961)
- im Wiegenwald (ca. 140 ha), Gemeinde Uttendorf (ehem. Naturwaldreservat)[13]
- im Durchgangswald („Rauriser Urwald“, ca. 100 ha), Gemeinde Rauris[14]

## Nachweise
1. ↑  Gesetz über die Errichtung von Nationalparks - und Biosphärenparks (Kärntner Nationalpark- und Biosphärenparkgesetz) K-NBG. LGBl. Nr. 55/1983, zuletzt geändert durch das Gesetz LGBl. Nr. 25/2007 (PDF) hohetauern.at
2. ↑  Salzburger Nationalparkgesetz, LGBl. Nr. 106/83
3. 1 2  Harald Kremser: Über unseren Nationalpark „Hohe Tauern“ Land Salzburg. In: Haus der Natur (Hrsg.): Jahrbuch Haus der Natur. Band 10. Salzburg 1987, 4.3. Sonderschutzgebiete, S. 201 (zobodat.at [PDF; abgerufen am 10. Februar 2023] PDF: S. 2).
4. ↑  Kundmachung der Landesregierung vom 12. April 2005 über die Wiederverlautbarung des Tiroler Naturschutzgesetzes 1997. LGBl. Nr. 26/2005
5. ↑  Sonderschutzgebiet. In: Naturschutzgebiete in Tirol tiroler-schutzgebiete.at. Amt der Tiroler Landesregierung, Abt. Umweltschutz, abgerufen im Jahr 2010.
6. ↑  Maria Tiefenbach, Gerlinde Larndorfer, Erich Weigand: Naturschutz in Österreich. (M-091). In: Umweltbundesamt, Bundesministerium für Umwelt, Jugend und Familie (Hrsg.): Monographien. Band 91. Wien 1998, ISBN 3-85457-393-6, 4.4.13 Sonderschutzgebiet, S. 51 (pdf, umweltbundesamt.at [abgerufen am 25. August 2009]).
7. ↑  Sonderschutzgebiet 00001 Piffkar-Fusch, Schutzgebietsinventar des Landes Salzburg
8. ↑  Sonderschutzgebiet 00002 Wandl-Rauris, Schutzgebietsinventar des Landes Salzburg
9. ↑  Sonderschutzgebiet 00003 Inneres Untersulzbachtal, Schutzgebietsinventar des Landes Salzburg
10. ↑  Sonderschutzgebiete » Kranebitter Innau. In: Schutzgebiete in Tirol. Land Tirol, abgerufen am 26. Januar 2024.
11. ↑  Sonderschutzgebiete » Mieminger – Rietzer Innauen. In: Schutzgebiete in Tirol. Land Tirol, abgerufen am 26. Januar 2024.
12. ↑  Sonderschutzgebiete » Silzer Innau. In: Schutzgebiete in Tirol. Land Tirol, abgerufen am 26. Januar 2024.
13. ↑  Naturerlebnis Wiegenwald (Memento des Originals vom 3. August 2009 im Internet Archive)  Info: Der Archivlink wurde automatisch eingesetzt und noch nicht geprüft. Bitte prüfe Original- und Archivlink gemäß Anleitung und entferne dann diesen Hinweis., bergfex.at
14. ↑  Nationalpark: Schutzgebiete, Rauris - ein ganzes Dorf ist online

- Karte mit allen Koordinaten:
- OSM |
- WikiMap